# Langwasser Mitte (metro, Neurenberg)
Langwasser Mitte is een metrostation in de wijk Langwasser van de Duitse stad Neurenberg. Het station werd geopend op 1 maart 1972 en wordt bediend door lijn U1 van de metro van Neurenberg.